# Chaetophthalmus taylori
Chaetophthalmus taylori là một loài ruồi trong họ Tachinidae.